# Liechtenstein ai Giochi della XI Olimpiade
Il Liechtenstein partecipò ai Giochi della XI Olimpiade, svoltisi a Berlino, Germania, dal 1º al 16 agosto 1936, con una delegazione di 6 atleti impegnati in tre discipline.